# Världsmästerskapen i orientering 1985
Världsmästerskapen i orientering 1985 hölls den 4-6 september 1985 i Bendigo i Australien.

## Medaljörer

### Herrar

#### Individuellt
1. Kari Sallinen, Finland 1.28.08
2. Tore Sagvolden, Norge 1.30.01
3. Egil Iversen, Norge 1.30.42

#### Stafett
1. Norge (Morten Berglia, Atle Hansen, Tore Sagvolden, Øyvin Thon) 3.52.44
2. Sverige (Lars Palmqvist, Michael Wehlin, Kjell Lauri, Jörgen Mårtensson) 3.54.21
3. Schweiz (Willi Müller, Martin Howald, Urs Flühmann, Alain Gafner) 4.03.33

### Damer

#### Individuellt
1. Annichen Kringstad, Sverige 54.14
2. Brit Volden, Norge 55.07
3. Christina Blomqvist, Sverige 57.11

#### Stafett
1. Sverige (Karin Rabe, Christina Blomqvist, Kerstin Månsson, Annichen Kringstad) 3.01.21
2. Norge (Ragnhild Bratberg, Hilde Tellesbø, Helle Johansen, Ellen Sofie Olsvik) 3.01.31
3. Schweiz (Susanne Lüscher, Frauke Sonderegger-Bandixen, Brigitte Zürcher, Ruth Humbel) 3.21.31